# Wulfric Spot
Pour les articles homonymes, voir Wulfric.

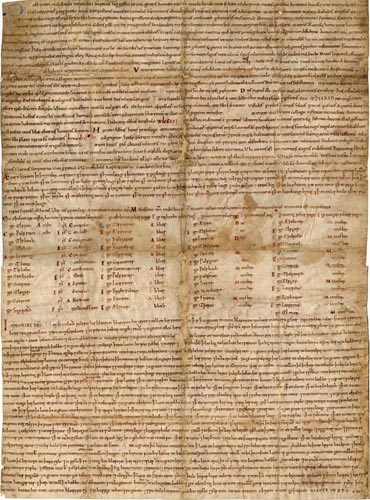
Cette charte du roi Æthelred, émise en 1004, confirme les dispositions du testament de Wulfric Spot vis-à-vis de l'abbaye de Burton.

Wulfric Spot, ou Spott, est un noble anglo-saxon mort entre 1002 et 1004.

## Biographie
Wulfric est le fils de Wulfrun, une riche propriétaire terrienne du Staffordshire. Le sens de son surnom, Spot ou Spott, est inconnu. Il fait partie des grands barons du règne d'Æthelred le Malavisé, figurant comme témoin sur plusieurs chartes du roi émises entre 980 et 1002, avec le titre de minister (thegn). Son frère Ælfhelm jouit de la même influence, s'élevant jusqu'au rang d'ealdorman de Northumbrie au début des années 990.
Le principal document lié à Wulfric Spot est son testament, établi entre 1002 et 1004, qui témoigne de l'étendue de ses possessions. Il mentionne des domaines dans quatre-vingts endroits nommés, principalement dans le Derbyshire, le Staffordshire et le Warwickshire, mais aussi dans le reste de la Mercie et dans le Sud de la Northumbrie. Le principal bénéficiaire de son testament est l'abbaye de Burton, dans le Staffordshire, qui reçoit plus de la moitié des domaines nommés. Wulfric lègue également des sommes d'argent à d'autres abbayes anglaises, presque toutes appartenant au courant de la réforme bénédictine.
On ne connaît qu'une fille à Wulfric Spot, dont le nom n'est pas cité. Dans son testament, il demande à son frère Ælfhelm d'assurer sa protection.

## Arbre généalogique
- Wulfrun
  - Wulfric Spot (mort entre 1002 et 1004)
    - une fille

  - Ælfhelm (mort en 1006), ealdorman de Northumbrie
    - Wulfheah (aveuglé en 1006)
    - Ufegeat (aveuglé en 1006)
    - Ælfgifu (morte après 1036), épouse du roi Knut le Grand
      - Harold Pied-de-Lièvre (mort en 1040), roi d'Angleterre
      - Sven Knutsson (mort en 1036), roi de Norvège

  - Ælfthryth
    - Ealdgyth, épouse du thegn Morcar